# Carlo Evasio Soliva
Carlo Evasio Soliva, Karol Soliwa (ur. 21 listopada 1791 w Casale Monferrato, zm. 20 grudnia 1853 w Paryżu) – włoski kompozytor i pedagog muzyczny.

## Życiorys
Jego rodzice prowadzili kawiarnię. Studiował w konserwatorium w Mediolanie u Bonifazia Asiolego i Vincenza Federiciego, dyplom uzyskał w 1815 roku. W 1816 roku został dyrygentem La Scali, gdzie wystawił z sukcesem swoją pierwszą operę La testa di bronzo, w kolejnych latach wystawioną w Neapolu (1817), Wenecji (1818) oraz Dreźnie i Monachium (1821). W 1821 roku przybył do Warszawy, gdzie z inicjatywy generała Aleksandra Różnieckiego objął stanowisko dyrektora śpiewu w Instytucie Muzyki i Deklamacji. Jego zatrudnienie spowodowało ataki ze strony środowiska akademickiego i prasy warszawskiej, Józef Elsner zarzucał mu brak przygotowania do nauczania śpiewu. W latach 1823–1824 przebywał na samowolnie przedłużonym urlopie w Mediolanie. W 1826 roku z jego inicjatywy przy Instytucie Muzyki i Deklamacji otwarto zakład litograficzny, powielający nuty do nauki śpiewu. 7 kwietnia tegoż roku poprowadził w katedrze warszawskiej własną aranżację Requiem Józefa Kozłowskiego w trakcie mszy żałobnej za Aleksandra I. W latach 1823–1830 dyrygował w Teatrze Narodowym operami włoskimi, koncertami symfonicznymi i przedstawieniami galowymi. 11 października 1830 roku na pożegnalnym koncercie Fryderyka Chopina z udziałem kompozytora dyrygował prawykonaniem jego Koncertu fortepianowego e-moll. Po konflikcie w Józefem Elsnerem i podziale Instytutu Muzyki i Deklamacji w 1826 roku został dyrektorem Szkoły Dramatycznej i Śpiewu.
Po upadku powstania listopadowego i zamknięciu na fali represji Konserwatorium Warszawskiego, wyjechał w 1832 roku do Petersburga, gdzie przebywał do 1841 roku prowadząc naukę śpiewu i teorii muzyki w szkole teatralnej, a także dyrygując w teatrach cesarskich. W 1841 roku na krótko odwiedził Szwajcarię, po czym wrócił do rodziny we Włoszech. W 1844 roku osiadł w Paryżu, gdzie uczył śpiewu i sporadycznie komponował. Napisał Te Deum, zadedykowane Napoleonowi III. W 1851 roku został honorowym członkiem Akademii Muzycznej św. Cecylii w Rzymie. Po śmierci pochowany na paryskim cmentarzu Père-Lachaise.
Opery Solivy spotkały się z pochlebnymi opiniami Stendhala i Gaetana Donizettiego. W trakcie pobytu w Rosji zyskał sobie podziw Michaiła Glinki i Aleksieja Wierstowskiego. W Paryżu utrzymywał kontakty z Fryderykiem Chopinem i George Sand, która upamiętniła jego śmierć sonetem. Chopin chwalił go w liście do Tytusa Woyciechowskiego z 12 października 1830 roku.
Do grona jego wychowanków należeli m.in. Konstancja Gładkowska, Anna Wołkow, Wiktoria Janiszewska, Zofia Teofila Witkowska, Julian Dobrski i Seweryn Józef German. Opracował podręcznik Szkoła praktyczna fortepianu wyjęta z najlepszych autorów (Warszawa 1824). Był żonaty ze swoją uczennicą Marią Kralewską, z którą doczekał się czterech synów.

## Wybrane kompozycje
(na podstawie materiałów źródłowych)

### Opery
- La testa di bronzo (wyst. Mediolan 1816)
- Berenice d’Armenia (wyst. Turyn 1817)
- La zingara delle Asturie (wyst. Mediolan 1817)
- Giulia a Sesto Pompeio (wyst. Mediolan 1818)
- Elena e Malvina (wyst. Mediolan 1824)
- Kitajskie diewicy (wyst. Petersburg 1833)

### Utwory wokalno-instrumentalne
- Veni Creator na głosy solowe, chór i orkiestrę (1826), także wersja na 3 głosy żeńskie i fortepian (1851)
- Ave Maria, Pater Noster i Salve Regina na 3 głosy, chór żeński i fortepian (1843)
- Te Deum na głos i organy lub orkiestrę (1851)
- Psaume CXII. Laudate pueri Dominum na 3 głosy i fortepian (1852)

### Utwory orkiestrowe
- polonez Polacca

### Utwory kameralne
- Grand trio c-moll na skrzypce lub altówkę, wiolonczelę i fortepian (1820)
- 3 grandi trii na fortepian, altówkę i harfę (1820)
- Pastorale Es-dur na altówkę, wiolonczelę i fortepian

### Utwory fortepianowe
- Variazioni sopra la romanza e la preghiera dell’opera di Rossini (ok. 1820)
- Sonata e variazioni g-moll na fortepian na 4 ręce (1844)
- Sonatina C-dur